# Редакция Российской военной хроники
Редакция Российской военной хроники (1857–1868) — учреждение, подведомственное Военному министерству Российской империи, образованное для издания «Исторического описания одежды и вооружения русских войск».

## История
Образована в декабре 1857 г.  Первый руководитель — генерал-лейтенант В. В. Штейнгель.
Помимо указанного выше предназначения, редакция вела переписку с командующими военных округов, командирами частей и соединений о переменах в обмундировании и вооружении русских войск, замене старых и пожаловании новых знамён, штандартов и различных знаков отличия частям войск.
В мае 1868 г. из Редакции и находившегося при Главном интендантском управлении Магазина образцовых вещей был сформирован Музеум Главного интендантского управления.

## Документы
Приказы по Редакции (1861–1868), доклады по Редакции и переписка с Главным штабом, Канцелярией, департаментами и управлениями Военного министерства об образовании Редакции, изменении её структуры и ликвидации, переписка с командующими военных округов, командирами частей и соединений, формулярные списки, переписка по личному составу служащих Редакции, а также описания и рисунки знамён, штандартов, орденских лент, других знаков отличия и обмундирования служащих военного ведомства находятся в Российском государственном военно-исторический архиве.